# 체서피크 베이 브리지 터널
체서피크 베이 브리지 터널(Chesapeake Bay Bridge-Tunnel)은 미국 버지니아주 체서피크만 입구를 횡단하는 총 연장 37킬로미터의 도로이다. 체서피크 베이 브리지는 델마바반도와 버지니아비치를 연결한다.
이 도로는 19킬로미터의 트레슬교, 1.6킬로미터의 터널, 4개의 인공섬과, 3.2킬로미터의 둑길, 그리고 8.9킬로미터의 접속도로로 구성되어 있으며, 이러한 구조물은 현재 전 세계에 10개 밖에 존재하지 않는다.
개통이래, 1억대 이상의 차량이 통과하였으며, 기존 도로와 비교하였을 때 델라웨어밸리(Delaware Valley)와 버지니아비치 지역간의 이동거리와 시간을 각각 153킬로미터와 1.5시간을 단축시키는 효과를 거두고 있다.
1964년 4월 15일에 개통하였으며, 공식적인 명칭은 도로 건설의 공로자 중 한 사람인 루시어스 J. 켈렘 주니어의 이름을 따 1987년 8월에 명명한 Lucius J. Kellam Jr. Bridge-Tunnel이다. 1995년부터 1999년까지 2억 달러를 투자하여 터널을 제외한 구조물을 왕복 4차선으로 확장하였으며, 향후 터널부분에 대한 확장도 예정되어 있다.

## 운영 및 유지보수
구조물의 양방향 끝 부분에 요금소가 위치하고 있으며 통행요금은 편도 기준(트레일러 제외) 15$를 징수하고 있다. 단 처음 통과 후 24시간 내에 반대방향으로 돌아오는 차량에 대해서는 두번째 요금 징수 시 5$를 징수한다. 통행요금은 현금이나 E-ZPass로 지불이 가능하다.

## 같이 보기
- 체서피크 베이 브리지 : 체서피크 만을 횡단하는 미국 메릴랜드주에 위치한 다리